# Varanus yemenensis
Varanus yemenensis (Варан єменський) — вид тварин роду варан родини варанові.

## Опис
Виростає до 115 сантиметрів в довжину. Забарвлення темно-коричневе з темними смугами на тулубі і на хвості. Хвіст стислий з боків. Характерною рисою єменського варана є виразна жовта пляма на морді. Передні лапи жовті, задні жовтувато-коричневі.

## Поведінка
Ця головним чином наземна тварина рідко вилазить на дерева. Як прихистки використовує власно збудовані нори, заглибини у скелях або дупла дерев. Під час сухого сезону мало активний, цей період триває з січня по березень, однак, він дуже активний в жовтні. Пік активності знаходиться після 16:00. Шукає в їжу комах і равликів, особливо під камінням, на деревах, та рослинність на мілководді.

## Поширення
Країни поширення: Саудівська Аравія, Ємен. Висотний діапазон поширення: 300—1800 м над рівнем моря. У низинах, цей вид живе у саванах з колючим чагарником і деградованих сухих лісах. На височинах, він живе на базальтових породах, частково покритих густою рослинністю. Крім того, було виявлено на оброблених полях з оточуючою густою рослинністю.